# Philophylla ismayi
Philophylla ismayi är en tvåvingeart som först beskrevs av Hardy 1987.  Philophylla ismayi ingår i släktet Philophylla och familjen borrflugor. Inga underarter finns listade i Catalogue of Life.